# クラリオン (競走馬)
クラリオン(Clarion) はフランス生まれの競走馬及び種牡馬である。
2歳時にグランクリテリウムなどに勝ち、1946年のフランス2歳チャンピオンに輝いた。
父は名馬産家マルセル・ブサックの代表的な生産馬で1940年の2000ギニー、1942年の凱旋門賞などを制したジェベル(Djebel)である。
ジェベル産駒の活躍馬にはブサックによる生産馬が多かったなかで、クラリオンはブサックによる生産馬ではないが直系子孫にリュティエ(Luthier)、アホヌーラ(Ahonoora)などがおり、ブサック没落後も彼の生んだ名馬トウルビヨン(Tourbillon)の血を父系として後世に伝えている。

## 経歴
2歳時の1946年には、スカラムーシュ賞、ヴァルドール賞、 マロ賞、ブラントーム賞及びグランクリテリウムに優勝し、フランス2歳チャンピオンに輝いた。
この年は一度だけ競走中止で敗れているが、それは体調不良の影響で十分に調教ができなかったことが原因だと考えられている。
3歳時には、カルヴァドス賞、クインシー賞及びコンテッシーナ賞に優勝、リュパン賞3着の成績を残した。また、イギリス遠征も行っており、ライムキルンステークス2着、ディデムステークス3着の成績を残した。なお、イギリスにおいてはそれ以前に同名の競走馬がいたことから、"Clarion III"と表記された。
4歳時にもコンテッシーナ賞連覇、ロンポワン賞優勝、リンカシャーハンデキャップ 、ジュライカップ、カヴァリエーレステークス、フォレ賞及びセーネワーズ賞で2着、ウォーキンガムステークスで3着して、通算成績26戦10勝で引退した。

## 主な産駒
- Klairon(1952) -  1955年プール・デッセ・デ・プーラン、2000ギニー3着、ユナイテッドネイションズハンデキャップ3着など
- Net(FR,1957) - 1961年 ジャック・ル・マロワ賞
- Lilya(FR,1955) - 1958年 ムーラン・ド・ロンシャン賞
- Sena(FR,1951) - 1953年 ヤコウレフ賞2着。La sarre、Carteret及びBegrollesの母

### 母の父として
- La Sarre(GB,1962) - 1965年 プール・デッセ・デ・プーリッシュ
- Carteret(GB,1958) - 1964年 ハイアリアターフカップ
- Miss Dan(FR,1967) - 1971年 ドーヴィル大賞典
- Begrolles(FR,1956) - 1959年 アスタルテ賞

## 血統表
| クラリオンの血統（トウルビヨン系／Gay Crusader S3×M3、St. SimonM5×M5） | クラリオンの血統（トウルビヨン系／Gay Crusader S3×M3、St. SimonM5×M5） | クラリオンの血統（トウルビヨン系／Gay Crusader S3×M3、St. SimonM5×M5） | （血統表の出典）   | （血統表の出典） |
| 父 Djebel 1937 鹿毛                                                    | 父の父Tourbillon 1928 鹿毛                                             | Ksar                                                                   | Bruleur            | Bruleur          |
| 父 Djebel 1937 鹿毛                                                    | 父の父Tourbillon 1928 鹿毛                                             | Ksar                                                                   | Kizil Kourgan      |                  |
| 父 Djebel 1937 鹿毛                                                    | 父の父Tourbillon 1928 鹿毛                                             | Durban                                                                 | Durbar             | Durbar           |
| 父 Djebel 1937 鹿毛                                                    | 父の父Tourbillon 1928 鹿毛                                             | Durban                                                                 | Banshee            |                  |
| 父 Djebel 1937 鹿毛                                                    | 父の母Loika 1926                                                       | Gay Crusader                                                           | Bayardo            | Bayardo          |
| 父 Djebel 1937 鹿毛                                                    | 父の母Loika 1926                                                       | Gay Crusader                                                           | Gay Laura          |                  |
| 父 Djebel 1937 鹿毛                                                    | 父の母Loika 1926                                                       | Coeur a Coeur                                                          | Teddy              | Teddy            |
| 父 Djebel 1937 鹿毛                                                    | 父の母Loika 1926                                                       | Coeur a Coeur                                                          | Ballantrae         |                  |
| 母 Columba 1930 黒鹿毛                                                 | 母の父Colorado 1923 黒鹿毛                                             | Phalaris                                                               | Polymelus          | Polymelus        |
| 母 Columba 1930 黒鹿毛                                                 | 母の父Colorado 1923 黒鹿毛                                             | Phalaris                                                               | Bromus             |                  |
| 母 Columba 1930 黒鹿毛                                                 | 母の父Colorado 1923 黒鹿毛                                             | Canyon                                                                 | Chaucer            | Chaucer          |
| 母 Columba 1930 黒鹿毛                                                 | 母の父Colorado 1923 黒鹿毛                                             | Canyon                                                                 | Glasalt            |                  |
| 母 Columba 1930 黒鹿毛                                                 | 母の母Gay Bird 1923 黒鹿毛                                             | Gay Crusader                                                           | Bayardo            | Bayardo          |
| 母 Columba 1930 黒鹿毛                                                 | 母の母Gay Bird 1923 黒鹿毛                                             | Gay Crusader                                                           | Gay Laura          |                  |
| 母 Columba 1930 黒鹿毛                                                 | 母の母Gay Bird 1923 黒鹿毛                                             | Popinjay                                                               | St. Frusquin       | St. Frusquin     |
| 母 Columba 1930 黒鹿毛                                                 | 母の母Gay Bird 1923 黒鹿毛                                             | Popinjay                                                               | Chelandry F-No.1-n |                  |